# Damernas C-2 500 meter i kanotsport vid olympiska sommarspelen 2020
Damernas C-2 500 meter vid olympiska sommarspelen 2020 hölls mellan 6 och 7 augusti 2021 på Sea Forest Waterway i Tokyo.
Det var första gången grenen fanns med vid sommar-OS och den ersatte herrarnas K-2 200 meter då OS gick mot att bli mer jämställt. Grenen är en tävling i tvåmanskanadensare (C2) på en distans över 500 meter.

## Resultat

### Försöksheat
De två högst placerade gick direkt vidare till semifinal medan övriga gick till kvartsfinal.
| Placering | Bana | Kanotist                                | Land       | Tid      | Noteringar |
| --------- | ---- | --------------------------------------- | ---------- | -------- | ---------- |
| 1         | 6    | Xu Shixiao Sun Mengya                   | Kina       | 1.57,870 | SF         |
| 2         | 5    | Lisa Jahn Sophie Koch                   | Tyskland   | 2.01,184 | SF         |
| 3         | 1    | Laurence Vincent-Lapointe Katie Vincent | Kanada     | 2.02,170 | QF         |
| 4         | 3    | Dilnoza Rakhmatova Nilufar Zokirova     | Uzbekistan | 2.04,854 | QF         |
| 5         | 1    | Irina Andreeva Olesia Romasenko         | ROC        | 2.05,604 | QF         |
| 6         | 4    | Karen Roco María Mailliard              | Chile      | 2.09,820 | QF         |
| 7         | 7    | Bernadette Wallace Josephine Bulmer     | Australien | 2.11,322 | QF         |

| Placering | Bana | Kanotist                                        | Land      | Tid      | Noteringar |
| --------- | ---- | ----------------------------------------------- | --------- | -------- | ---------- |
| 1         | 3    | Ljudmyla Luzan Anastasija Tjetverikova          | Ukraina   | 2.01,156 | SF         |
| 2         | 4    | Virág Balla Kincső Takács                       | Ungern    | 2.02,344 | SF         |
| 3         | 5    | Yarisleidis Cirilo Duboys Katherin Nuevo Segura | Kuba      | 2.03,229 | QF         |
| 4         | 7    | Daniela Cociu Maria Olărașu                     | Moldavien | 2.06,070 | QF         |
| 5         | 1    | Svetlana Ussova Margarita Torlopova             | Kazakstan | 2.09,024 | QF         |
| 6         | 6    | Daryna Pikuleva Nadzeya Makarchanka             | Belarus   | 2.09,799 | QF         |
| 7         | 2    | Manaka Kubota Teruko Kiriake                    | Japan     | 2.16,791 | QF         |

### Kvartsfinaler
De tre högst placerade gick vidare till semifinal medan övriga gick till B-finalen.
| Placering | Bana | Kanotist                                | Land       | Tid      | Noteringar |
| --------- | ---- | --------------------------------------- | ---------- | -------- | ---------- |
| 1         | 5    | Laurence Vincent-Lapointe Katie Vincent | Kanada     | 2.02,259 | SF         |
| 2         | 4    | Daniela Cociu Maria Olărașu             | Moldavien  | 2.03,434 | SF         |
| 3         | 2    | Daryna Pikuleva Nadzeya Makarchanka     | Belarus    | 2.04,951 | SF         |
| 4         | 3    | Svetlana Ussova Margarita Torlopova     | Kazakstan  | 2.06,179 | FB         |
| 5         | 6    | Bernadette Wallace Josephine Bulmer     | Australien | 2.11,180 | FB         |

| Placering | Bana | Kanotist                                        | Land       | Tid      | Noteringar |
| --------- | ---- | ----------------------------------------------- | ---------- | -------- | ---------- |
| 1         | 5    | Yarisleidis Cirilo Duboys Katherin Nuevo Segura | Kuba       | 2.03,282 | SF         |
| 2         | 4    | Dilnoza Rakhmatova Nilufar Zokirova             | Uzbekistan | 2.04,450 | SF         |
| 3         | 3    | Irina Andreeva Olesia Romasenko                 | ROC        | 2.04,703 | SF         |
| 4         | 6    | Karen Roco María Mailliard                      | Chile      | 2.04,969 | FB         |
| 5         | 2    | Manaka Kubota Teruko Kiriake                    | Japan      | 2.08,849 | FB         |

### Semifinaler
De fyra högst placerade gick vidare till A-finalen medan övriga gick till B-finalen.
| Placering | Bana | Kanotist                                        | Land      | Tid      | Noteringar |
| --------- | ---- | ----------------------------------------------- | --------- | -------- | ---------- |
| 1         | 4    | Xu Shixiao Sun Mengya                           | Kina      | 2.01,369 | FA         |
| 2         | 3    | Yarisleidis Cirilo Duboys Katherin Nuevo Segura | Kuba      | 2.03,655 | FA         |
| 3         | 5    | Virág Balla Kincső Takács                       | Ungern    | 2.04,545 | FA         |
| 4         | 6    | Daniela Cociu Maria Olărașu                     | Moldavien | 2.05,910 | FA         |
| 5         | 2    | Daryna Pikuleva Nadzeya Makarchanka             | Belarus   | 2.07,205 | FB         |

| Placering | Bana | Kanotist                                | Land       | Tid      | Noteringar |
| --------- | ---- | --------------------------------------- | ---------- | -------- | ---------- |
| 1         | 4    | Ljudmyla Luzan Anastasija Tjetverikova  | Ukraina    | 2.02,893 | FA         |
| 2         | 3    | Laurence Vincent-Lapointe Katie Vincent | Kanada     | 2.04,316 | FA         |
| 3         | 5    | Lisa Jahn Sophie Koch                   | Tyskland   | 2.04,749 | FA         |
| 4         | 2    | Irina Andreeva Olesia Romasenko         | ROC        | 2.04,968 | FA         |
| 5         | 6    | Dilnoza Rakhmatova Nilufar Zokirova     | Uzbekistan | 2.09,614 | FB         |

### Finaler
| Placering | Bana | Kanotist                                        | Land      | Tid      | Noteringar |
| --------- | ---- | ----------------------------------------------- | --------- | -------- | ---------- |
| 1         | 5    | Xu Shixiao Sun Mengya                           | Kina      | 1.55,495 |            |
| 2         | 4    | Ljudmyla Luzan Anastasija Tjetverikova          | Ukraina   | 1.57,499 |            |
| 3         | 6    | Laurence Vincent-Lapointe Katie Vincent         | Kanada    | 1.59,041 |            |
| 4         | 2    | Lisa Jahn Sophie Koch                           | Tyskland  | 1.59,943 |            |
| 5         | 7    | Virág Balla Kincső Takács                       | Ungern    | 2.00,289 |            |
| 6         | 3    | Yarisleidis Cirilo Duboys Katherin Nuevo Segura | Kuba      | 2.01,623 |            |
| 7         | 1    | Daniela Cociu Maria Olărașu                     | Moldavien | 2.01,750 |            |
| 8         | 8    | Irina Andreeva Olesia Romasenko                 | ROC       | 2.04,875 |            |

| Placering | Bana | Kanotist                            | Land       | Tid      | Noteringar |
| --------- | ---- | ----------------------------------- | ---------- | -------- | ---------- |
| 9         | 3    | Karen Roco María Mailliard          | Chile      | 2.02,698 |            |
| 10        | 5    | Daryna Pikuleva Nadzeya Makarchanka | Belarus    | 2.04,351 |            |
| 11        | 4    | Dilnoza Rakhmatova Nilufar Zokirova | Uzbekistan | 2.04,658 |            |
| 12        | 6    | Svetlana Ussova Margarita Torlopova | Kazakstan  | 2.04,859 |            |
| 13        | 2    | Bernadette Wallace Josephine Bulmer | Australien | 2.05,698 |            |
| 14        | 7    | Manaka Kubota Teruko Kiriake        | Japan      | 2.06,196 |            |